# Desperate Measures
Desperate Measures är den första CD/DVD-utgivningen av det amerikanska rapcore-bandet Hollywood Undead, släppt den 10 november 2009. Albumet innehåller tre nya låtar, tre coverlåtar, en remix av "Everywhere I Go" och sex live-versioner av tidigare släppta låtar från en konsert i New Mexico, samt en 60 minuter lång live-DVD. Albumet debuterade som #29 på Billboard 200, #10 på Top Rock Albums-listan och #15 på Top Digital Albums-listan.

## Låtlista

### Disk 1 (CD)
| Nr  | Titel                                    | Längd |
| --- | ---------------------------------------- | ----- |
| 1.  | Dove and Grenade                         | 2:54  |
| 2.  | Tear It Up                               | 3:14  |
| 3.  | Shout at the Devil (Mötley Crüe cover)   | 3:20  |
| 4.  | Immigrant Song (Led Zeppelin cover)      | 2:40  |
| 5.  | Bad Town (Operation Ivy cover)           | 2:44  |
| 6.  | El Urgencia                              | 3:44  |
| 7.  | Everywhere I Go (Castle Renholdër Remix) | 3:30  |
| 8.  | Undead (Live)                            | 4:48  |
| 9.  | Sell Your Soul (Live)                    | 3:23  |
| 10. | California (Live)                        | 3:20  |
| 11. | Black Dahlia (Live)                      | 3:55  |
| 12. | Everywhere I Go (Live)                   | 3:44  |
| 13. | No. 5 (Live)                             | 3:29  |

| 14. | City (Live) | 3:34 |

### Disk 2 (DVD)
Live vid The Sunshine Theater, Albuquerque, NM & The Marquee Theater, Tempe, AZ
| Nr  | Titel                            | Längd |
| --- | -------------------------------- | ----- |
| 1.  | Undead                           | 4:25  |
| 2.  | Sell Your Soul                   | 3:14  |
| 3.  | Faking the Folk                  | 5:10  |
| 4.  | Bottle and a Gun                 | 3:22  |
| 5.  | What in a Name                   | 2:59  |
| 6.  | California                       | 3:16  |
| 7.  | First Time                       | 3:26  |
| 8.  | No Other Place                   | 3:16  |
| 9.  | City                             | 3:33  |
| 10. | Favorite                         | 3:09  |
| 11. | Paradise Lost                    | 3:10  |
| 12. | Black Dahlia                     | 3:45  |
| 13. | Young                            | 3:16  |
| 14. | I Think I Just Puked My Soul Out | 2:47  |
| 15. | Everywhere I Go                  | 3:30  |
| 16. | Lovin' da Kurlzz                 | 2:42  |
| 17. | No. 5                            | 3:05  |